# Papenstraße 25 (Stralsund)

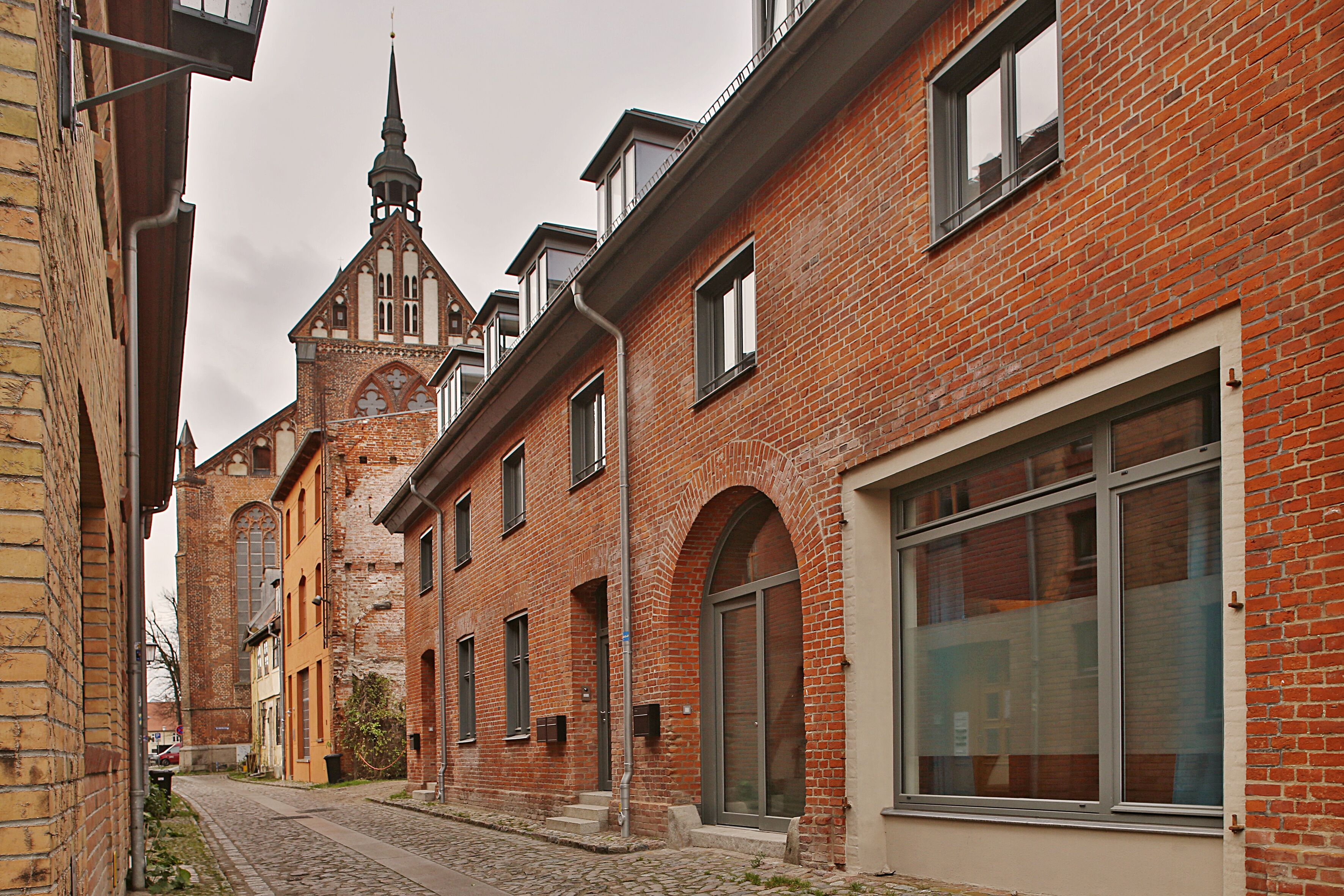
Papenstraße 25 (2018)

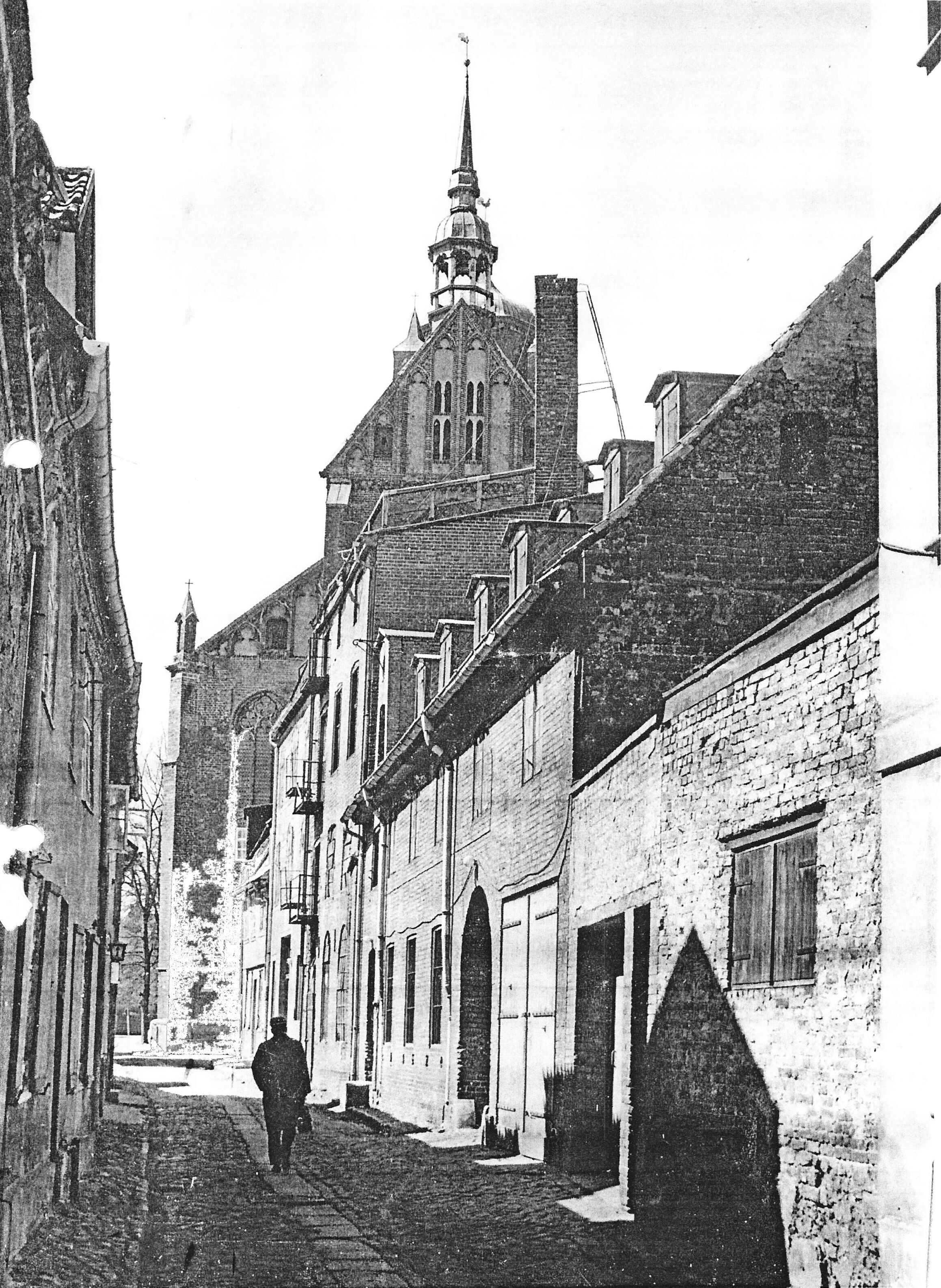
Historisches Foto des Gebäudes Papenstraße 25 in Stralsund

Das Gebäude mit der postalischen Adresse Papenstraße 25 ist ein denkmalgeschütztes Bauwerk in der Papenstraße in Stralsund.
Der zweigeschossige, traufständige Backsteinbau wurde um die Mitte des 19. Jahrhunderts als Speicher errichtet; er gehörte zum Haus Heilgeiststraße 43 (abgerissen).
Im Erdgeschoss besitzt es einen flachbogigen Eingang und eine rundbogige Tordurchfahrt.
Das Haus liegt im Kerngebiet des von der UNESCO als Weltkulturerbe anerkannten Stadtgebietes des Kulturgutes „Historische Altstädte Stralsund und Wismar“. In die Liste der Baudenkmale in Stralsund von 1999 ist es mit der Nummer 634 eingetragen.
Heute beherbergt das ehemalige Speichergebäude Papenstraße 25 vier Wohnungen.